# Der Sündenfall
Der Sündenfall ist eine Novelle von Ferdinand von Saar, 1898.

## Inhalt
Auf einer Abendgesellschaft trifft ein Festbesucher in einem Nebenzimmer einen ihm bekannten Hofrat. Dieser hat soeben in einem Buch gelesen und ist dabei in Stimmung geraten, aus seinem Leben zu erzählen. Nach der Erzählung verlassen Hofrat und der Festbesucher das Nebenzimmer.

### Binnenerzählung
Als Gymnasiast der sechsten Klasse ist der Binnenerzähler in die Gesellschaft einiger Schulkameraden geraten, die sich gerne in zwielichtigen Gasthäusern herumtreiben. Mehr aus Geltungsdrang hinzugekommen, fühlt sich Rudolf bald von diesem Kreis abgestoßen. Da lernt er seinen schüchternen Banknachbarn in der Schule näher kennen. Fritz Grewe ist intelligent, doch etwas schwächlich und er ist froh um die Freundschaft Rudolfs. Bald lädt er ihn zu seinem Geburtstagsfest ein. Hier lernt Rudolf auch die Schwester, Seraphine, kennen. Von nun an werden die Besuche regelmäßig. Mit der Zeit kommen sich Rudolf und die dreizehnjährige Seraphine näher und gestehen sich eines Tages ihre Liebe. Am Ende des Jahres tritt der Anführer der verhassten Schulkollegen an Rudolf heran und fordert ihn auf, zu einer «Silvesterfeier» zu kommen. Nur nach einer Drohung folgt er widerwillig dem Befehl. In einer Vorstadtkneipe treffen sich neun Jungen und drei Mädchen. Das Fest wandelt sich bald in ein Trinkgelage. Auch Rudolf muss mithalten und ist bald betrunken. In einem unauffälligen Moment flüchtet er über den Hinterhof. Hier trifft er auf Toni, eines der Mädchen, das auf dem Fest gewesen ist. Sie lockt ihn in ein Zimmer, in dem ihr völlig berauschter «Geliebter» schläft. Obwohl Rudolf sich von Toni abgestoßen fühlt, lässt er sich von ihr verführen. 
Tage später stirbt Seraphine an Diphtherie, ohne dass Rudolf sie wiedergesehen hat.